# Kopparhuggspindel
Kopparhuggspindel (Drassodes cupreus) är en spindelart som först beskrevs av John Blackwall 1834.  Kopparhuggspindel ingår i släktet Drassodes och familjen plattbuksspindlar. Arten är reproducerande i Sverige. Inga underarter finns listade i Catalogue of Life.